# Маральди (лунный кратер)
Кратер Маральди (лат. Maraldi), не путать с кратером Маральди на Марсе, — крупный древний ударный кратер в области западного побережья Залива Любви на видимой стороне Луны. Название присвоено в честь итальянского астронома Джованни Доменико Маральди (1709—1788) и французского астронома и математика Жака Филиппа Маральди (1665—1729); утверждено Международным астрономическим союзом в 1935 г. Образование кратера относится к нектарскому периоду.

## Описание кратера

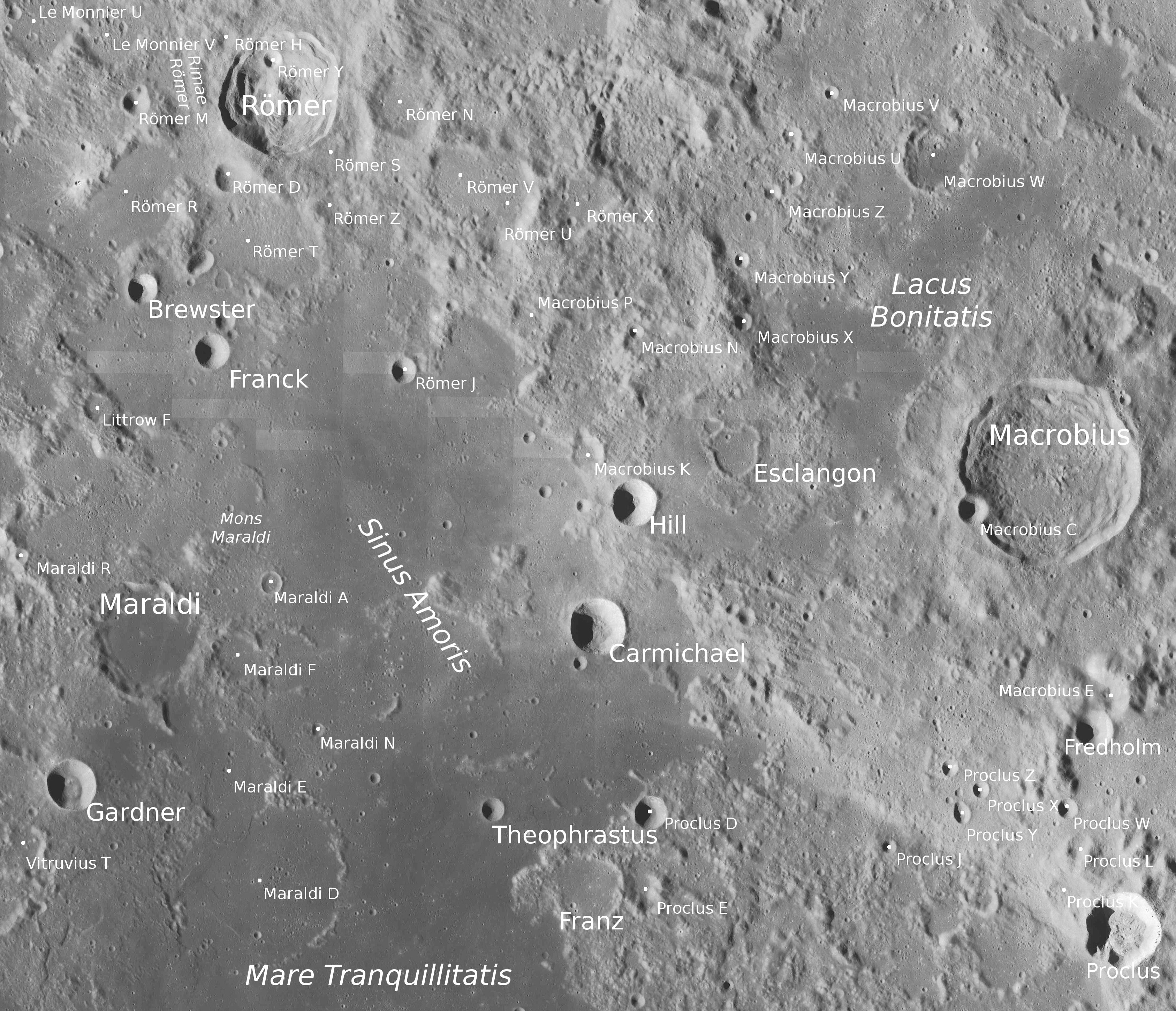
Окрестности кратера Маральди. Снимок зонда Lunar Reconnaissance Orbiter.

Ближайшими соседями кратера являются кратер Литтров на западе-северо-западе; кратеры Брюстер и Франк на севере; кратер Кармайкл на востоке; кратер Теофраст на востоке-юго-востоке; кратер Гарднер на юге-юго-востоке и кратер Витрувий на западе-юго-западе. На западе от кратера Маральди располагается Море Спокойствия; на северо востоке в непосредственной близости от кратера - Пик Маральди; на юго-востоке – Болото Сна. Селенографические координаты центра кратера 19°22′ с. ш. 34°48′ в. д. / 19,36° с. ш. 34,8° в. д., диаметр 39,6 км, глубина 1500 м.
Кратер Маральди имеет полигональную форму и значительно разрушен за длительное время своего существования. Вал сглажен и представляет собой кольцо отдельных пиков и хребтов. Дно чаши затоплено базальтовой лавой и имеет низкое альбедо. Несколько северо-восточнее центра чаши расположен небольшой хребет.

## Сателлитные кратеры

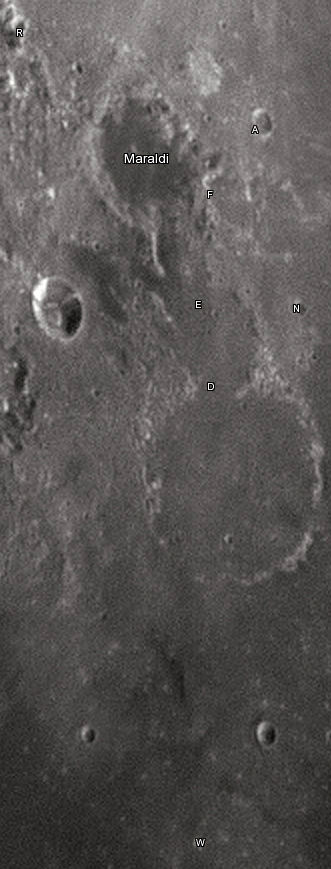
Снимок Девида Кемпбелла.

| Маральди | Координаты                                            | Диаметр, км |
| -------- | ----------------------------------------------------- | ----------- |
| A        | 20°01′ с. ш. 36°18′ в. д. / 20,02° с. ш. 36,3° в. д.  | 7,4         |
| D        | 16°44′ с. ш. 36°05′ в. д. / 16,74° с. ш. 36,08° в. д. | 66,5        |
| E        | 17°52′ с. ш. 35°46′ в. д. / 17,87° с. ш. 35,76° в. д. | 31,8        |
| F        | 19°11′ с. ш. 35°51′ в. д. / 19,19° с. ш. 35,85° в. д. | 18,4        |
| N        | 18°22′ с. ш. 36°53′ в. д. / 18,37° с. ш. 36,88° в. д. | 4,5         |
| R        | 20°19′ с. ш. 33°11′ в. д. / 20,32° с. ш. 33,19° в. д. | 4,9         |
| W        | 13°10′ с. ш. 36°05′ в. д. / 13,17° с. ш. 36,09° в. д. | 4,2         |

## Галерея

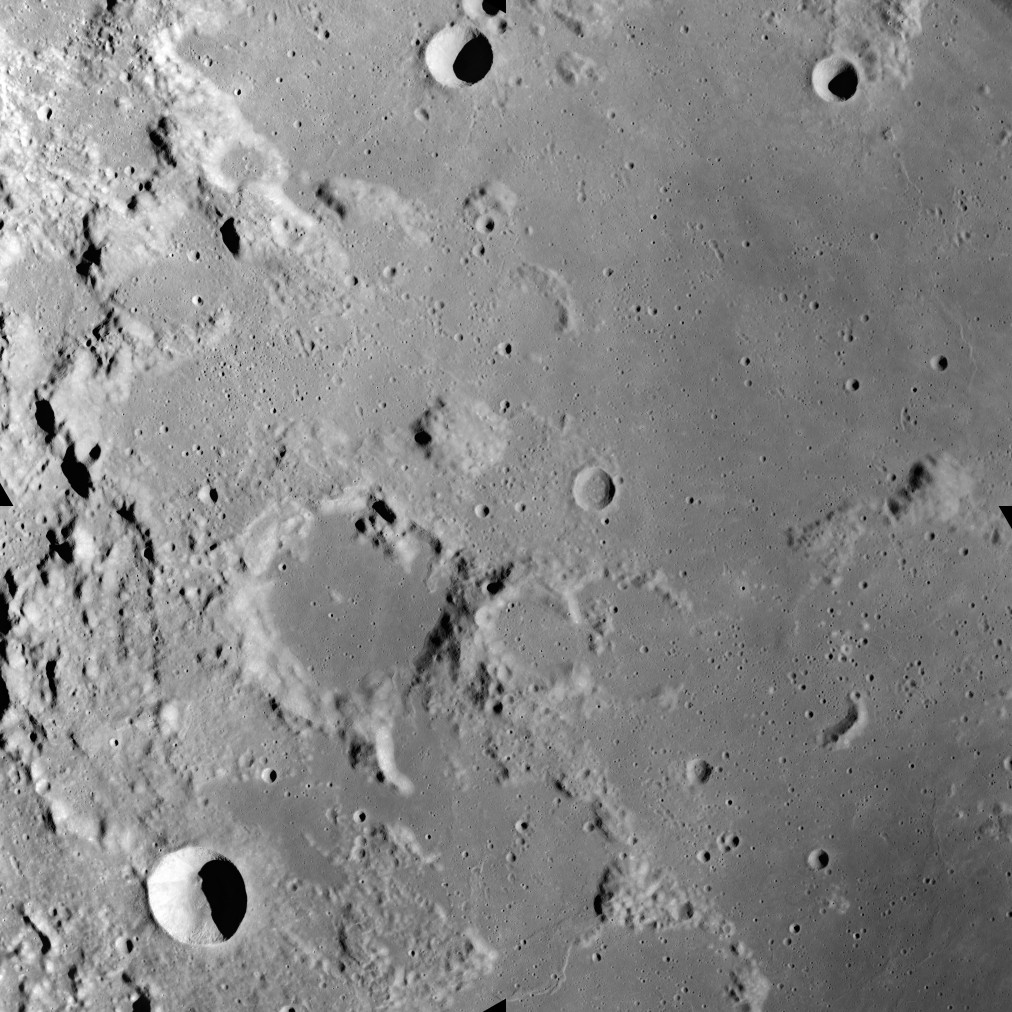
Снимок кратера с борта Аполлона-17.

## См.также
- Список кратеров на Луне
- Лунный кратер
- Морфологический каталог кратеров Луны
- Планетная номенклатура
- Селенография
- Минералогия Луны
- Геология Луны
- Поздняя тяжёлая бомбардировка